# Pallacanestro alla XXIII Universiade - Torneo femminile
Il Torneo di pallacanestro femminile della XXIII Universiade si è svolto a Smirne, Turchia, nel 2005.

## Classifica
| -       | Paese               | Formazione |
| ------- | ------------------- | --- |
| Oro     | Stati Uniti         | Augustus · Currie · Davenport · Duffy · Dupree · Fowles · Grant · Hoskins · Pondexter · Shimek · Smith · Willis · All.: Kathy Delaney-Smith             |
| Argento | Serbia e Montenegro | Đurić · Erić · Kresović · Maksimović Ni · Maksimović Na · Milovanović · Popović · Puškar · Rizvić · Tešić · Velinović · Vidović · All.: Dragomir Bukvić |
| Bronzo  | Australia           | Battistel · Burns · Dowell · Flanagan · Hudson · King · Payne · Screen · Smith · Warren · All.: Deborah Cook                                            |